# 481 km (obwód pskowski)
481 km (Sieńkowskij Pieriejezd) (ros. 481 км (Сеньковский Переезд)) – przystanek kolejowy w miejscowości Wielkie Łuki, w obwodzie pskowskim, w Rosji. Położony jest na linii Moskwa - Siebież.